# Leopoldo Miguez
Leopoldo Américo Miguez (født 9. september 1850 i Rio de Janeiro, Brasilien - død 6. juli 1902) var en brasiliansk komponist, violinist og dirigent.
Miguez studerede violin og komposition på konservatoriet i Rio de Janeiro. Han rejste til Europa i 1882, for at studere videre, og vendte tilbage til Rio de Janeiro, som tilhænger af Richard Wagners musik. Han har skrevet en symfoni, en opera, kammermusik, orkesterværker, symfoniske digtninge, violinstykker, solostykker for klaver etc. Han dirigerede også forskellige brasilianske symfoniorkestre, og var med til at forny musikuddannelsen i Brasilien.

## Udvalgte værker
- Symfoni (i H-dur) (1882) - for orkester
- "The Saldunes" (1893) - opera
- Sonate (1893) - for violin og klaver
- "Parisiana" (1888) - for orkester
- "Prometheus" (1891) - for orkester
- "Lidenskablig Allegro" (?) - for klaver